# Phyllachora dolichospora
Phyllachora dolichospora är en svampart som beskrevs av Syd. & P. Syd. 1911. Phyllachora dolichospora ingår i släktet Phyllachora och familjen Phyllachoraceae.   Inga underarter finns listade i Catalogue of Life.